# Lumière a la millor pel·lícula
El Lumière a la millor pel·lícula s'atorga cada any a una pel·lícula francesa estrenada a França l'any anterior, durant la “Cérémonie des Lumières de la premsa internacional.
L’Académie des Lumières, formada per més de 200 periodistes de la premsa internacional, premia cada any les millors pel·lícules des de la 1996.

## Guanyadors i nominats
A les llistes següents, els títols i els noms en negreta amb fons blau són els guanyadors i els destinataris respectivament; els que no estan en negreta són els nominats.

### Dècada de 1990
| Any       | Títol                  | Director (s)      |
| --------- | ---------------------- | ----------------- |
| 1996 (1a) | La Haine               | Mathieu Kassovitz |
| 1997 (2a) | Ridicul                | Patrice Leconte   |
| 1998 (3a) | Marius et Jeannette    | Robert Guédiguian |
| 1999 (4a) | La Vie rêvée des anges | Erick Zonca       |

### Dècada del 2000
| Any        | Títol                                | Director (s)                        |
| ---------- | ------------------------------------ | ----------------------------------- |
| 2000 (5a)  | Joana d’Arc                          | Luc Besson                          |
| 2001 (6a)  | El gust dels altres                  | Agnès Jaoui                         |
| 2002 (7a)  | Amélie                               | Jean-Pierre Jeunet                  |
| 2003 (8a)  | Amen.                                | Costa-Gavras                        |
| 2004 (9a)  | Les Triplettes de Belleville         | Sylvain Chomet                      |
| 2005 (10a) | Les Choristes                        | Christophe Barratier                |
| 2006 (11a) | De tant bategar se m'ha parat el cor | Jacques Audiard                     |
| 2007 (12a) | Ne le dis à personne                 | Guillaume Canet                     |
| 2007 (12a) | Dies de glòria                       | Rachid Bouchareb                    |
| 2007 (12a) | La comèdia del poder                 | Claude Chabrol                      |
| 2007 (12a) | Lady Chatterley                      | Pascale Ferran                      |
| 2007 (12a) | Flandres                             | Bruno Dumont                        |
| 2008 (13a) | L'escafandre i la papallona          | Julian Schnabel                     |
| 2008 (13a) | La vida en rosa                      | Olivier Dahan                       |
| 2008 (13a) | La Graine et le Mulet                | Abdellatif Kechiche                 |
| 2008 (13a) | Persepolis                           | Marjane Satrapi i Vincent Paronnaud |
| 2008 (13a) | La Chambre des morts                 | Alfred Lot                          |
| 2009 (14a) | Entre les murs                       | Laurent Cantet                      |
| 2009 (14a) | L'Ennemi public no 1                 | Jean-Francois Richet                |
| 2009 (14a) | Un conte de Noël                     | Arnaud Desplechin                   |
| 2009 (14a) | Séraphine                            | Martin Provost                      |
| 2009 (14a) | Aide-toi, le ciel t'aidera           | François Dupeyron                   |

### Dècada del 2010
| Any                            | Títol                                         | Director (s)                    |
| ------------------------------ | --------------------------------------------- | ------------------------------- |
| 2010 (15a)                     | Welcome                                       | Philippe Lioret                 |
| 2010 (15a)                     | Un profeta                                    | Jacques Audiard                 |
| 2010 (15a)                     | En el centre de la tempesta                   | Bertrand Tavernier              |
| 2010 (15a)                     | Coco, de la rebel·lia a la llegenda de Chanel | Anne Fontaine                   |
| 2010 (15a)                     | À l'origine                                   | Xavier Giannoli                 |
| 2011 (16a)                     | De déus i homes                               | Xavier Beauvois                 |
| 2011 (16a)                     | L'Illusionniste                               | Sylvain Chomet                  |
| 2011 (16a)                     | L'escriptor                                   | Roman Polanski                  |
| 2011 (16a)                     | Gainsbourg, vie héroïque                      | Joann Sfar                      |
| 2011 (16a)                     | Carlos                                        | Olivier Assayas                 |
| 2012 (17a)                     | The Artist                                    | Michel Hazanavicius             |
| 2012 (17a)                     | Le Havre                                      | Aki Kaurismäki                  |
| 2012 (17a)                     | L'Exercice de l'Etat                          | Pierre Schöller                 |
| 2012 (17a)                     | Intocable                                     | Olivier Nakache i Éric Toledano |
| 2012 (17a)                     | L'Apollonide : Souvenirs de la maison close   | Bertrand Bonello                |
| 2013 (18a)                     | Amor                                          | Michael Haneke                  |
| 2013 (18a)                     | De rovell i d'os                              | Jacques Audiard                 |
| 2013 (18a)                     | Les Adieux à la reine                         | Benoît Jacquot                  |
| 2013 (18a)                     | Camille redouble                              | Noémie Lvovsky                  |
| 2013 (18a)                     | Holy Motors                                   | Leos Carax                      |
| 2014 (19a)                     | La vida d'Adèle                               | Abdellatif Kechiche             |
| 2014 (19a)                     | L'Ecume des jours                             | Michel Gondry                   |
| 2014 (19a)                     | Quai d'Orsay                                  | Bertrand Tavernier              |
| 2014 (19a)                     | Renoir                                        | Gilles Bourdos                  |
| 2014 (19a)                     | Grand Central                                 | Rebecca Zlotowski               |
| 2014 (19a)                     | 9 Mois ferme                                  | Albert Dupontel                 |
| 2015 (20a)                     | Timbuktu                                      | Abderrahmane Sissako            |
| 2015 (20a)                     | Bande de filles                               | Céline Sciamma                  |
| 2015 (20a)                     | La família Bélier                             | Éric Lartigau                   |
| 2015 (20a)                     | Pas son genre                                 | Lucas Belvaux                   |
| 2015 (20a)                     | Saint Laurent                                 | Bertrand Bonello                |
| 2015 (20a)                     | Trois Cœurs                                   | Benoît Jacquot                  |
| 2016 (21a)                     |                                               |                                 |
| Mustang                        | Deniz Gamze Ergüven                           |                                 |
| La Belle Saison                | Catherine Corsini                             |                                 |
| Dheepan                        | Jacques Audiard                               |                                 |
| L'Hermine                      | Christian Vincent                             |                                 |
| Marguerite                     | Xavier Giannoli                               |                                 |
| Trois souvenirs de ma jeunesse | Arnaud Desplechin                             |                                 |
| 2017 (22a)                     |                                               |                                 |
| Elle                           | Paul Verhoeven                                |                                 |
| La mort de Lluís XIV           | Albert Serra i Juanola                        |                                 |
| Nocturama                      | Bertrand Bonello                              |                                 |
| Les Ogres                      | Léa Fehner                                    |                                 |
| Rester vertical                | Alain Guiraudie                               |                                 |
| Une vie                        | Stéphane Brizé                                |                                 |
| 2018 (23a)                     |                                               |                                 |
| 120 Battements par minute      | Robin Campillo                                |                                 |
| Ens veurem allà dalt           | Albert Dupontel                               |                                 |
| Barbara                        | Mathieu Amalric                               |                                 |
| Félicité                       | Alain Gomis                                   |                                 |
| Orpheline                      | Arnaud des Pallières                          |                                 |
| C'est la vie                   | Éric Toledano i Olivier Nakache               |                                 |
| 2019 (24a)                     |                                               |                                 |
| The Sisters Brothers           | Jacques Audiard                               |                                 |
| La meva vida amb l'Amanda      | Mikhael Hers                                  |                                 |
| Guy                            | Alex Lutz                                     |                                 |
| Mademoiselle de Joncquières    | Emmanuel Mouret                               |                                 |
| En bones mans                  | Jeanne Herry                                  |                                 |

### Dècada del 2020
| Any        | Títol                                 | Director (s)                |
| ---------- | ------------------------------------- | --------------------------- |
| 2020 (25a) | Els miserables                        | Ladj Ly                     |
| 2020 (25a) | Gràcies a Déu                         | François Ozon               |
| 2020 (25a) | L'oficial i l'espia                   | Roman Polanski              |
| 2020 (25a) | Retrat d'una dona en flames           | Céline Sciamma              |
| 2020 (25a) | Roubaix, une lumière                  | Arnaud Desplechin           |
| 2021 (26a) | Les coses que diem, les coses que fem | Emmanuel Mouret             |
| 2021 (26a) | Adieu les cons                        | Albert Dupontel             |
| 2021 (26a) | La noia del braçalet                  | Stéphane Demoustier         |
| 2021 (26a) | Été 85                                | François Ozon               |
| 2021 (26a) | Entre nosaltres                       | Filippo Meneghetti          |
| 2022 (27a) | L'esdeveniment                        | Audrey Diwan                |
| 2022 (27a) | Annette                               | Leos Carax                  |
| 2022 (27a) | Les il·lusions perdudes               | Xavier Giannoli             |
| 2022 (27a) | De son vivant                         | Emmanuelle Bercot           |
| 2022 (27a) | Onoda: 10.000 nits a la jungla        | Arthur Harari               |
| 2023 (28a) | La nit del 12                         | Dominik Moll                |
| 2023 (28a) | Les Enfants des autres                | Rebecca Zlotowski           |
| 2023 (28a) | Pacifiction                           | Albert Serra i Juanola      |
| 2023 (28a) | Memòries de París                     | Alice Winocour              |
| 2023 (28a) | Saint Omer                            | Alice Diop                  |
| 2024 (29a) | Anatomia d'una caiguda                | Justine Triet               |
| 2024 (29a) | L'Été dernier                         | Catherine Breillat          |
| 2024 (29a) | Goutte d'or                           | Clément Cogitore            |
| 2024 (29a) | Le Procès Goldman                     | Cédric Kahn                 |
| 2024 (29a) | Le Règne animal                       | Thomas Cailley              |
| 2025 (30a) | Emilia Pérez                          | Jacques Audiard             |
| 2025 (30a) | All We Imagine as Light               | Payal Kapadia               |
| 2025 (30a) | L'Histoire de Souleymane              | Boris Lojkine               |
| 2025 (30a) | Miséricorde                           | Alain Guiraudie             |
| 2025 (30a) | Le Roman de Jim                       | Arnaud i Jean-Marie Larrieu |